# Alpes maritimes
Pour les articles homonymes, voir Alpes-Maritimes (province romaine) et Alpes-Maritimes.
Les Alpes maritimes forment l'extrémité sud des Alpes et se partagent entre trois pays : la France, l'Italie et Monaco.
Elles ont donné leur nom au département français des Alpes-Maritimes appartenant à la région Provence-Alpes-Côte d'Azur. Elles s'étendent également dans le département des Alpes-de-Haute-Provence du côté français et, du côté italien, dans la province de Coni, qui fait partie de la région du Piémont.

## Géographie
Les Alpes maritimes sont comprises, sur la frontière franco-italienne, entre les cols frontaliers de Larche, à l'ouest, et de Tende, à l'est, distants l'un de l'autre de 61 km. Elles sont limitées par les Alpes ligures à l'est, les Alpes cottiennes (au sens large, avec en particulier le massif de Chambeyron au nord, et les Alpes de Provence (avec en particulier le massif des Trois-Évêchés et les préalpes de Castellane) à l'ouest. La Subdivision orographique internationale unifiée du système alpin (SOIUSA) nomme ce secteur ainsi limité « Alpes maritimes et Préalpes de Nice ». En 1956, Raoul Blanchard avait, lui, intégré les Préalpes de Nice, avec les Préalpes de Grasse, au vaste ensemble des « Préalpes du Sud ». En revanche, il avait alors intégré aux Alpes maritimes le massif des Trois-Évêchés.
Le secteur alpin des Alpes maritimes comprend trois massifs : à l'ouest, celui du Pelat (3 051 m) entre le Verdon et la haute vallée du Var ; à l'est de celle-ci, celui du Mercantour-Argentera pris au sens large et les Préalpes de Nice qui le prolongent jusqu'à la mer Méditerranée, entre les estuaires du Paillon et de la Roya. Ce massif étendu du Mercantour-Argentera comprend donc, d'une part, la chaîne Côte de l'Âne-Mounier (2 916 m) – incluant le dôme de Barrot, entre la haute vallée du Var et la Tinée, à l'ouest – et, d'autre part, le massif franco-italien proprement dit du Mercantour-Argentera (3 297 m), à l'est de la vallée de la Tinée.
La SOIUSA divise le secteur des Alpes maritimes proprement dit en cinq sous-secteurs : celui du « Pelat-Grand Coyer » à l'ouest, celui de la « Côte de l'Âne-Mounier » au centre et, à l'est de la vallée de la Tinée, les trois secteurs formant de fait le massif franco-italien du Mercantour-Argentera : « Corborant-Ténibre-Enciastraia » au nord, « Argentera-Pépoiri-Matto » au centre et « Gélas-Grand Capelet » à l'est. La SOIUSA rattache à ce secteur des Alpes maritimes celui des Préalpes de Nice pour former le secteur de niveau supérieur « Alpes maritimes et Préalpes de Nice ».
Certains rattachent également aux Alpes maritimes les préalpes de Grasse et, dans ce cas, les Alpes maritimes sont prolongées au sud jusqu'aux villes de Grasse, Nice et Menton.
Les Alpes maritimes sont drainées principalement par l'Ubaye et la Stura di Demonte au nord et, d'ouest en est par le Verdon, le Var, le Cians, la Tinée, la Vésubie, la Bévéra et la Roya.
Le point culminant de ce secteur alpin est la cime sud de l'Argentera (3 297 m) située en territoire italien, suivie au sud-est par la cime du Gélas (3 143 m) située elle sur la frontière franco-italienne.

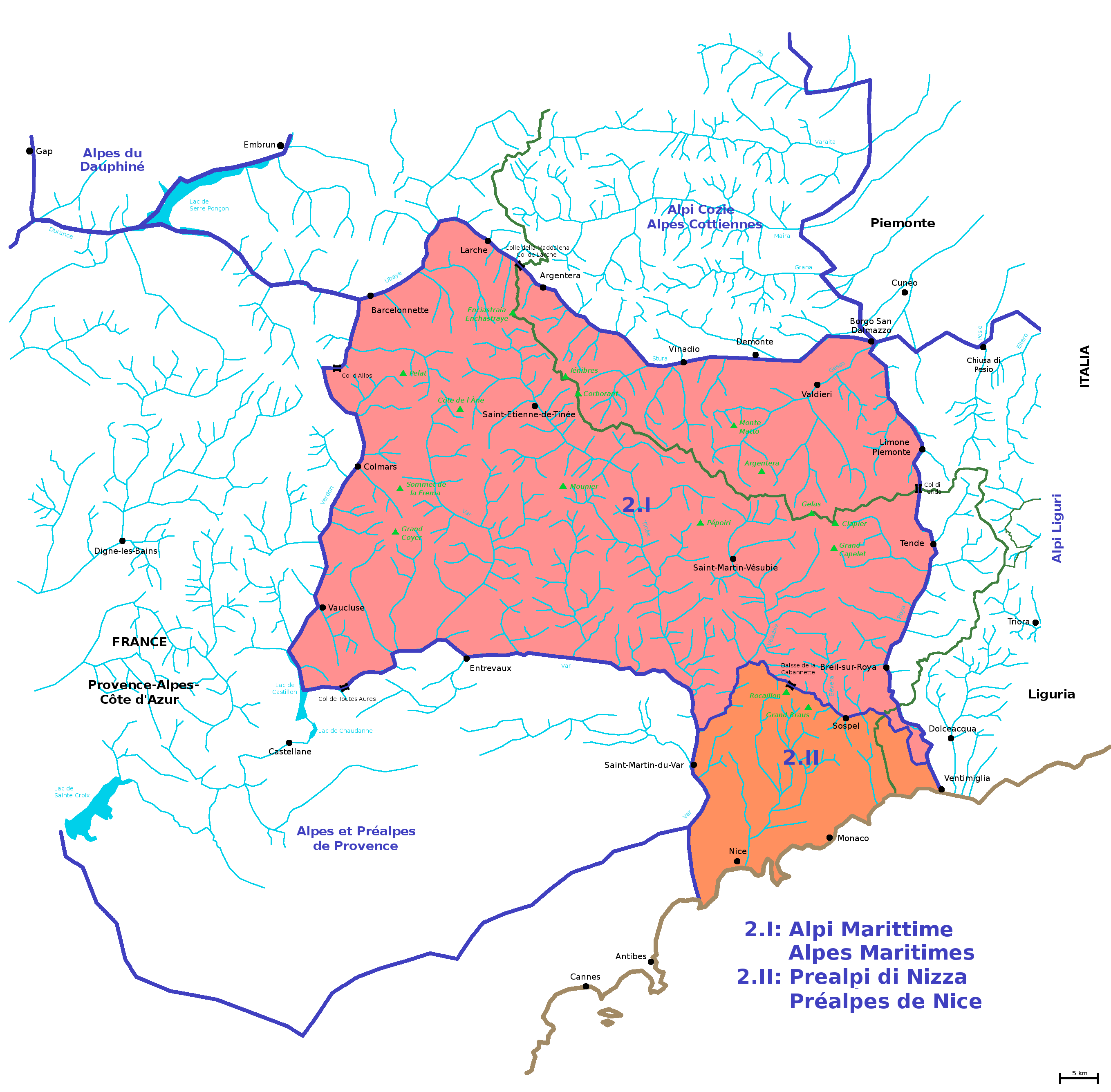
Définition selon la SOIUSA
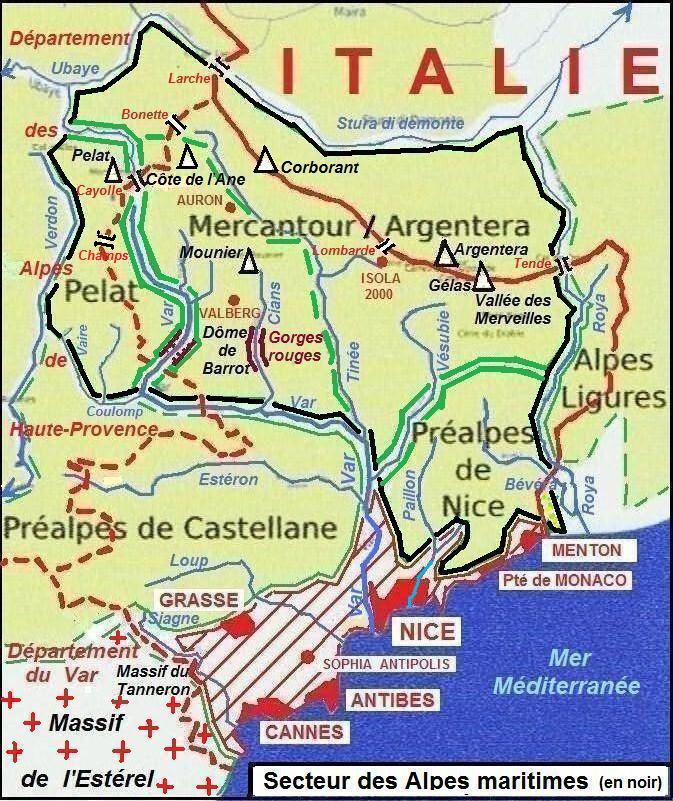
Définition cartographique du secteur alpin des Alpes maritimes au contour en noir incluant les massifs du Pelat, du Mercantour-Argentera et des Préalpes de Nice.
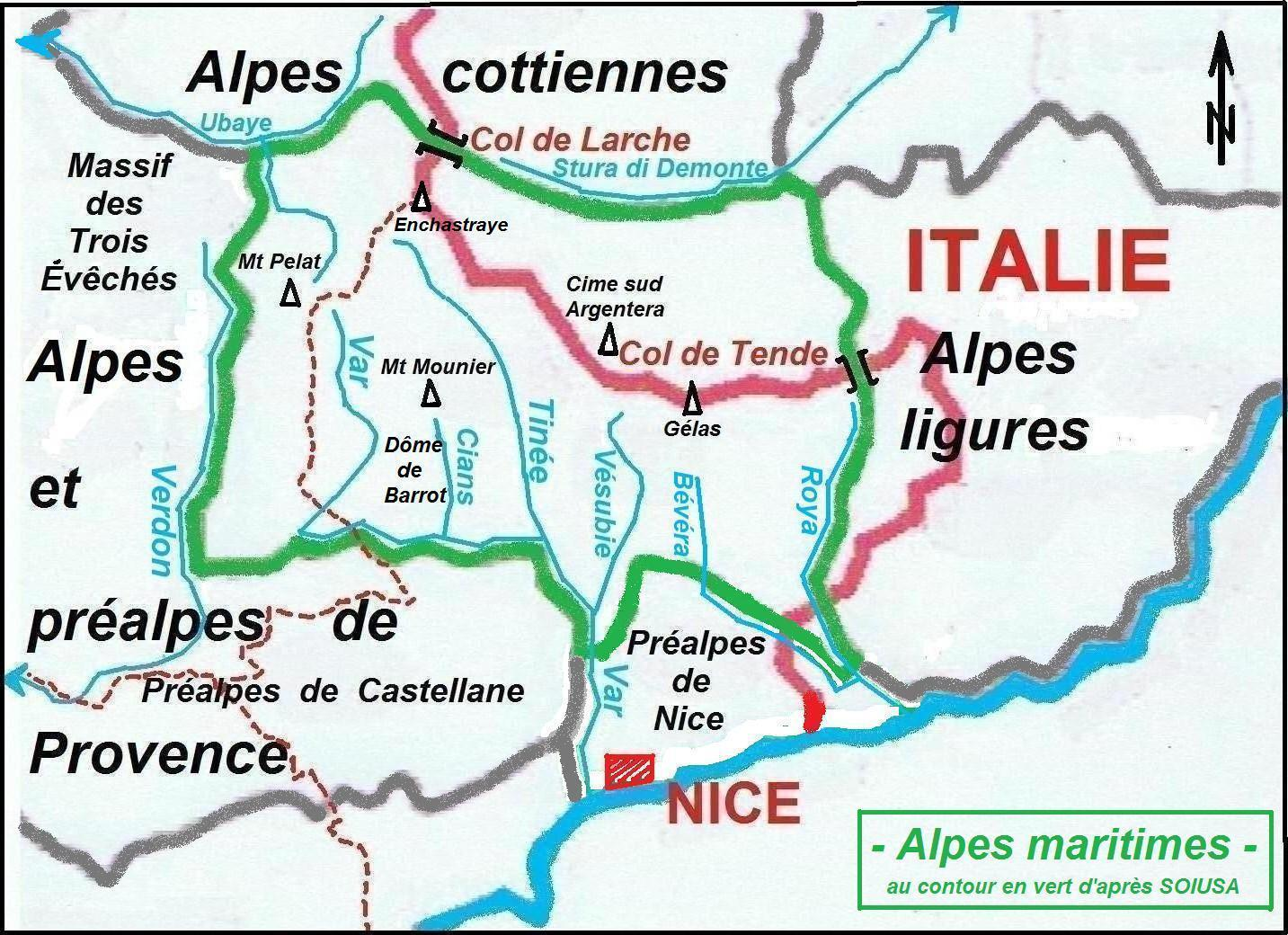
Définition cartographique au contour en vert d'après la Subdivision orographique internationale unifiée du système alpin (SOIUSA).
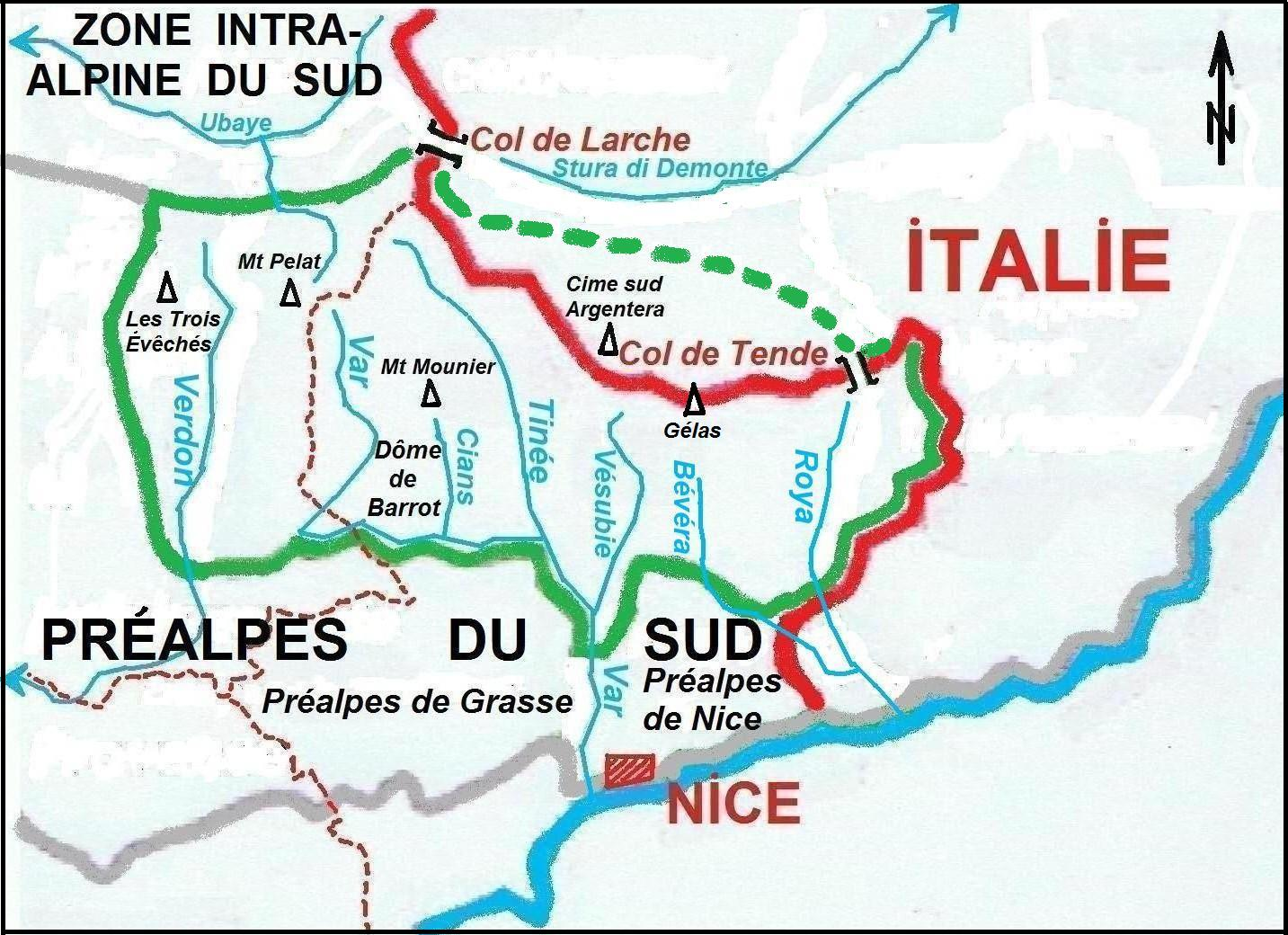
Définition cartographique au contour en vert d'après Raoul Blanchard.

## Principaux cols
Cols routiers de plus de 2 000 m d'altitude :
| Nom                | Ascension depuis                         | Altitude | Image     |
| ------------------ | ---------------------------------------- | -------- | --------- |
| Col de la Bonette  | Jausiers – Saint-Étienne-de-Tinée        | 2 715 m  | zentriert |
| Col de la Lombarde | Vinadio - Isola                          | 2 347 m  | zentriert |
| Col de la Cayolle  | Barcelonnette - Saint-Martin-d’Entraunes | 2 324 m  | zentriert |
| Col d'Allos        | Barcelonnette - Allos                    | 2 240 m  | zentriert |
| Col des Champs     | Colmars - Saint-Martin-d’Entraunes       | 2 045 m  | zentriert |

## Via ferratas
Les Alpes maritimes sont une région populaire pour les via ferrata. Les via ferrata bien connues sont La Balma Negra (Roubion), Baus de la Frema (La Colmiane), La Ciappea (La Brigue) et Héretiques (Tende). La plus connue est la via ferrata des Canyons de Lantosque (Lantosque).